# Юнион Омаха
«Ю́нион Ома́ха» (англ. Union Omaha Soccer Club) — американский футбольный клуб из Омахи, штата Небраска. С 2020 года участвует в Лиге один ЮСЛ, третьем профессиональном дивизионе футбольной пирамиды США. Команда выступает на стадионе «Вернер Парк», боллпарке бейсбольного клуба майнор-лиги «Омаха Шторм Чейзерс» расположенном в городе Папиллион, юго-западном пригороде Омахи.

## История
В 2019 году Лига один ЮСЛ предоставила Alliance Omaha Soccer Holdings франшизу команды, которая могла начать выступление в сезоне 2020, а бывший главный тренер футбольной команды Университета Небраски в Омахе Джей Мимс был объявлен первым её тренером. Получивший название «Юнион Омаха» клуб завершил 2020 год на втором месте и квалифицировался в финал против «Гринвилл Триумф». Однако матч был отменен из-за вспышки COVID-19 в составе команды.
Обыграв «Ричмонд Кикерс» со счетом 2:0 в предпоследнем матче сезона 2021, совы впервые стали чемпионами регулярного сезона и прошли в плей-офф. Там команда сперва разгромила со счётом 6:1 «Тусон», а затем со счётом 3:0 «Гринвилл», завершив сезон с первым в своей истории чемпионским титулом.
«Юнион» успешно выступил в Открытом кубке США 2022, дойдя до четвертьфинала в качестве последней команды третьего дивизиона. В третьем раунде совы обыграли клуб MLS «Чикаго Файр» в серии пенальти, став первой в истории турнира командой Лиги один, победившей команду MLS. После победы над другим клубом Лиги один «Нортерн Колорадо Хейлсторм» «Омаха» в 1/16-финала сыграла с «Миннесотой Юнайтед» и одержала победу со счётом 2:1. Они стали первой командой третьего дивизиона после «Орландо Сити» в 2013 году, которая пробилась в четвертьфинал Открытого кубка. Выступление клуба в турнире завершилось поражением со счетом 6:0 в гостях у «Спортинг Канзас-Сити» в четвертьфинале; около 700 болельщиков приехали из Омахи, чтобы посетить матч на «Чилдренс Мерси Парк». В лиге в том сезоне клуб занял лишь пятое место и проиграл в четвертьфинале плей-офф клубу «Чаттануга Ред Вулвз».
В сезоне 2023 «Юнион» вновь занял первое место по итогам регулярного сезона, но уступил в полуфинале плей-офф «Шарлотт Индепенденс». На следующий год команде удалось повторить успех 2021 года, став победителем как регулярного сезона, так и плей-офф, разгромив в финале со счётом 3:0 «Спокан Велосити».

## Эмблема
Название и герб команды были разработаны при участии фанатов с помощью интервью и онлайн-опросов, чтобы охватить весь регион Омахи. Стремясь сохранить верность корням как штата, так и города, 3 октября 2019 года клуб объявил о названии «Юнион Омаха», отдающем дань уважения Union Pacific Railroad, а также об эмблеме, в центре которой располагается большой рогатый филин, обитающий в Небраске. Логотип разработал Мэтью Вольф. После чемпионства 2021 года на эмблему также была добавлена звезда.

## Стадион
Команда выступает «Вернер Парк», боллпарке к юго-западу от Омахи, в пригороде Папиллион. Стадион, принадлежащий округу Сарпи, был открыт в 2011 году и используется также клубом Трипл Эй «Омаха Шторм Чейзерс», филиалом «Канзас-Сити Роялс». Строительство стадиона обошлось в 36 миллионов долларов. Он расположен недалеко от 126-й улицы и шоссе 370, менее чем в трёх милях (5 км) к западу от Папиллиона. «Вернер Парк» получил дополнительные раздевалки, усовершенствованное поле и офисы для проведения футбольных матчей. Домашний матч Открытого кубка США 2022 против «Нортерн Колорадо Хейлсторм» «Юнион» провёл на стадионе «Эл Эф Канилья Филд», расположенном на территории кампуса Университета Небраски в Омахе.
25 января 2024 года клуб объявил о планах построить собственный стадион на 7000 мест на восточном берегу Миссури центра Омахи, к юго-востоку от пересечения Эббот-Драйв и Риверфронт-драйв, рядом с медицинским центром CHI Health Center и «Чарльз Шваб Филд». Стадион, стоимость которого оценивается в 60 миллионов долларов, станет частью жилого и развлекательного района стоимостью 300 миллионов долларов, открытие которого запланировано на весну 2026 года.

## Атрибутика

### Форма

#### Домашняя
| 2020 | 2021–2022 | 2023 | 2024 |

### Гостевая
| 2020–2021 | 2021–2022 | 2022–2023 | 2023–2024 | 2024-н.в. |

### Экипировка
| Период    | Производитель | Титульный спонсор                                  |
| --------- | ------------- | -------------------------------------------------- |
| 2020      | Nike          | CHI Health (домашняя) Nebraska Medicine (выездная) |
| 2021–2022 | Nike          | XCancer                                            |
| 2023      | Hummel'       | XCancer                                            |
| 2024—н.в. | Hummel'       | Centris Federal Credit Union                       |

## Достижения
- Чемпион Лиги один ЮСЛ: 2
  - 2021, 2024
- Победитель регулярного сезона Лиги один ЮСЛ: 3
  - 2021, 2023, 2024